# Радіо Любов
Радіо Любов — чотирнадцятий офіційний студійний альбом гурту «Скрябін», випущений у 2012 року лейблом «Moon Records».

## Композиції
1. «Говорили І Курили»
2. «Не Думай Про Завтра»
3. «Місця Щасливих Людей»
4. «Сліди»
5. «Мам»
6. «Ніби в Раю»
7. «Радіо Любов»
8. «Тримай Її За Руку»
9. «А Під Новий Рік»
10. «Історії Двох»

## Над альбомом працювали
- Андрій Кузьменко — вокал, музика, тексти
- Олексій «Зваля» Зволінський — гітари, аранж
- Костя Сухоносов — клавіші, семплери, аранж
- Костя Глітін — бас-гітара
- Вадим Колісніченко — барабани, перкусія
- Олександр Садовець — запис, зведення, мастеринг (2, 4, 5, 6, 7, 8 треки) студія «На хаті рекордз».

## Цікаві факти
- Кліп на пісню «Місця щасливих людей» знімався під Миколаєвом на Дніпровському лимані.
- До альбому не ввійшла пісня «Маршрутка», видана 2011 року.
- Під час роботи над альбомом були записані пісні «Гондурас» та «Джаламбай», які теж до альбому не потрапили.
- Трек «Місця щасливих людей» присвячений дружині Кузьми[1].